# Сабіна Гіґґінс
Сабіна Мері Гіґґінс (англ. Sabina Mary Higgins; уроджена Койн, англ. Coyne; нар. 1941 або 1942) — ірландська акторка, політична активістка та дружина нинішнього президента Ірландії Майкла Д. Гіґґінса.
27 липня 2022 року з'явився лист Сабіни Гіґґінс до редакції The Irish Times, де вона закликала Україну "погодитися на припинення вогню і проведення переговорів" з Російською Федерацією під час російсько-української війни.

## Раннє життя
Сабіна Койн виросла на невеликій фермі в Клунрейні, Міллтаун поблизу кордону Ґолвей-Мейо. Вона відвідувала національну школу в Балліндіні, графство Мейо. Її мати розповідала історії Чарльза Дікенса, доївши корів, що вплинуло на її подальше рішення зайнятися акторською майстерністю, якій вона навчалася за системою Станіславського. Вона була подружкою нареченої на весіллі співака Люка Келлі та Дейрдри О'Коннелл.

## Кар'єра

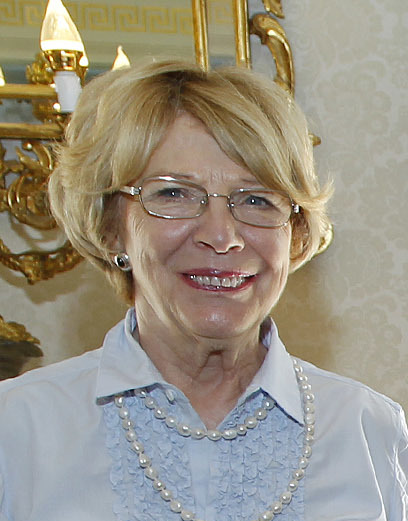
Сабіна Мері Гіґґінс у 2012 році

У 1966 році вона зіграла роль Джулії Ґренан у фільмі «Повстання».
Друзі говорили про її прихильність до президента і зазначали, що вона "завжди була з ним у передвиборчій кампанії, і вона публічно присутня". У The Irish Times заявили, що вона була «непомітною, обережною та важливою присутністю під час президентської кампанії». У 2010 році, перед тим, як Гіґґінс отримав висунення в президенти, пара дала спільне радіоінтерв'ю, в якому Гіґґінс сказав, що вона «його скеля». Ведуча Міріам О'Каллаган сказала, що вони весь час трималися за руки.
Вона публічно висловила опозицію до війни в Іраку. У січні 2014 року вона відвідала ув'язнену антивоєнну активістку Маргаретту Д'Арсі у в'язниці Лімерік. Це призвело до того, що її чоловіка, який тоді був президентом, допитали щодо відповідности поведінки його дружини. Інші політики також прокоментували інцидент.
Під час сторіччя Великоднього повстання вона виголосила ключову промову на цвинтарі Ґласневін біля могили Констанції Маркевич. У ньому вона застерігала ірландців від «імперій жадібності» та «нової форми капіталізму [який] є ще могутнішим, менш помітним і менш підзвітним», ніж той, що був у 1916 році.

## Російсько-українська війна
27 липня 2022 року з'явився лист Сабіни Гіґґінс до редакції The Irish Times, де вона закликала Україну "погодитися на припинення вогню і проведення переговорів" з Російською Федерацією під час російсько-української війни. У ньому дружина президента Ірландії висловила обурення редакційною статтею видання, яка, на її думку, "не заохочувала до будь-яких переговорів до припинення вогню, які можуть призвести до мирного врегулювання між росіянами, українськими силами і сепаратистами". Гіґґінс стверджує, що українські військові щодня втрачають до тисячі вбитими, пораненими й зниклими безвісти. На її думку, далі може бути або продовження війни з численними жертвами й руйнуваннями, або "вимога, щоб війні було покладено край".
29 липня 2022 року The Irish Times опублікувала інтерв’ю з послом Російської Федерації в Республіці Ірландія Юрієм Філатовим, який висловив підтримку дружині ірландського президента, заявивши, що її позиція повністю відповідає російській.
|                | Згідно з обставинами, (лист) пропонує зробити все, щоб покласти край ворожим діям якнайшвидше. Не хотів би втручатися у внутрішні справи, але ця точка зору має сенс. Вона проти війни. Ми всі проти війни. |
| — Юрій Філатов | |

Офіційно офіс президента Ірландії відмовився від коментарів, але неофіційно представники ірландського уряду в коментарі Politico висловлюють розчарування тим, що традиційно прихильний до лівих Гіґґінс через своє скептичне ставлення до НАТО підточує підтримку Дубліном України.
|                                                            | Її [Сабіни Гіґґінс] лист обставляє все так, наче українці ось-ось вторгнуться в Москву. Це до обурення наївно саме по собі й повністю недоречно, враховуючи її статус. |
| — поділився не під запис один з працівників уряду Ірландії | |

## Особисте життя
Вона познайомилася з Гіґґінсом у 1969 році на вечірці в сімейному будинку журналістки Мері Кенні. Гіґґінс зробив пропозицію на Різдво 1973 року, і вони одружилися через рік. У них четверо дітей: Еліс Мері, близнюки Джон і Майкл-молодші та Деніел.